# Escut i bandera d'Agost
L'escut i la bandera d'Agost són els símbols representatius que utilitza l'Ajuntament d'Agost, municipi del País Valencià, a la comarca de l'Alacantí.

## Escut heràldic
L'escut d'Agost pot tindre el següent blasonament:
| « | Escut en camper de gules, amb una ona vertical d'argent [en realitat, d'atzur] acostada a dreta i a esquerra de dues torres o castells d'or, aclarides de sable i maçonada la destra, la sinistra demolida, i les lletres A a destra i T a sinistra. Per timbre, corona oberta. El tot envoltat per fulles d'acant. | » |

## Bandera
La bandera d'Agost té la següent descripció:
| « | Bandera de proporcions 2:3. Formada per dues franges horitzontals d'iguals dimensions, la franja superior és de color verd i la inferior és daurada. Al centre, entre les dues franges, un quadrat recolzat sobre una punta de color blanc o blanc perla i sobre el quadrat l'escut municipal. | » |

## Història
Es tracta d'un escut i un bandera que estan sense oficialitzar.
L'ona vertical, o pal ondat, podria representar la rambla que separa el castell d'Agost i el castellet de la Murta.
A l'Arxiu Històric Nacional es conserva l'empremta d'un segell en tinta d'Agost de 1876 amb uns emblemes molt semblants als que hi figuren a l'escut actual, però el pal ondat sembla més aïna un bàcul.

Segell de l'Ajuntament (AHN, 1877).